# L'Officiel des spectacles
L'Officiel des spectacles est un guide culturel à parution hebdomadaire fondé par Jean-Philippe Richemond en 1946, dont l'activité est gérée par une agence de publicité depuis 2013.  
Il a pour vocation de répertorier les événements culturels à Paris et en Île-de-France.

## Historique
C'est sous le titre Cette semaine qu'est paru le premier numéro de L'Officiel des spectacles le 25 septembre 1946 avec pour but d'« informer, mais d'une façon brève, précise et cela pour tout ce qui n'est pas politique, pour tout ce qui n'est pas querelle, sermon, pour tout ce qui n'est que détente, tout ce qui est Paris ».
La première publication compte 32 pages pour le prix de 10 francs. Huit rubriques sont alors disponibles : églises de Paris, théâtre, cinéma, musique, danse, cabarets, beaux-arts et musées. 
La maquette du premier numéro contient déjà les informations synthétiques qui feront le succès de la publication : 
- horaires, tarifs et adresses des lieux et événements culturels ;
- présentation des sorties cinéma hebdomadaires ;
- chroniques de pièces de théâtre et d'expositions.

Plusieurs auteurs célèbres ont écrit des chroniques dans les pages du périodique : Maurice Rostand de février 1948 à février 1949, Sacha Guitry d'octobre 1952 à mai 1954 et André Roussin à partir de juin 1954.
En 1973, une nouvelle maquette est établie.  Le contenu des rubriques évolue sensiblement pour s'adapter aux changements de langage et de mœurs des Parisiens et Franciliens.
Depuis le 1er juin 2013, L'Officiel des spectacles est édité par une agence de publicité, la société Offi Médias, créée par Christophe Richemond, fils de Jean-Philippe Richemond, et Xavier Pauporté, dirigeant de TheatreOnline. Christophe Richemond quitte l'entreprise en juin 2019.
Après l'arrêt de Pariscope en octobre 2016, le magazine demeure le seul hebdomadaire à annoncer l'ensemble de l'actualité culturelle à Paris et en Île-de-France.
Entre septembre 1946 et mars 2020, 3 819 numéros paraissent avec une seule interruption d'une semaine au moment des événements de Mai 68. La parution du magazine est interrompue entre le 18 mars et le 30 septembre 2020 à la suite de la pandémie de Covid-19. Il reparaît alors dans une nouvelle version en couleurs  puis sa parution est de nouveau interrompue le 4 novembre 2020. Le magazine reprend sa diffusion à partir du 1er septembre 2021.

## Tirage et diffusion
En février 2020, le tirage hebdomadaire est de 49 843 exemplaires et la diffusion totale de 35 577 exemplaires.

## Récompenses
En 2018, L'Officiel des spectacles obtient une étoile de l'Alliance pour les chiffres de la presse et des médias (ACPM) dans la catégorie Diffusion Presse Grand Public - Presse Magazine. Ce prix récompense les meilleures progressions de diffusion et d’audience des médias membres de l’ACPM.